# Notoperata sparsa
Notoperata sparsa är en nattsländeart som först beskrevs av Kimmins in Mosely och Douglas E. Kimmins 1953.  Notoperata sparsa ingår i släktet Notoperata och familjen långhornssländor. Inga underarter finns listade i Catalogue of Life.